# Gambarogno
Gambarogno är en kommun i distriktet Locarno i kantonen Ticino i Schweiz. Kommunen har 5 086 invånare (2023).
Kommunen bildades den 25 april 2010 genom en sammanslagning av kommunerna Caviano, Contone, Gerra Gambarogno, Indemini, Magadino, Piazzogna, San Nazzaro, Sant’Abbondio och Vira Gambarogno.
Kommunen gränsar i söder mot Italien och i väster mot sjön Lago Maggiore.
| Kommundel        | Invånare 31 dec 2018 | Yta i km² |
| ---------------- | -------------------- | --------- |
| Caviano          | 116                  | 3,18      |
| Contone          | 1 100                | 2,26      |
| Gerra Gambarogno | 275                  | 3,16      |
| Indemini         | 42                   | 11,32     |
| Magadino         | 1 755                | 7,36      |
| Piazzogna        | 438                  | 3,91      |
| San Nazzaro      | 705                  | 5,53      |
| Sant’Abbondio    | 98                   | 3,23      |
| Vira Gambarogno  | 681                  | 11,94     |